# Trioza sympauropsylloides
Trioza sympauropsylloides är en insektsart som först beskrevs av Miyatake 1972.  Trioza sympauropsylloides ingår i släktet Trioza och familjen spetsbladloppor. Inga underarter finns listade i Catalogue of Life.